# Coti-Chiavari
Coti-Chiavari település Franciaországban, Corse-du-Sud megyében. Lakosainak száma 731 fő (2022. január 1.). Coti-Chiavari Cognocoli-Monticchi, Pietrosella és Serra-di-Ferro községekkel határos.

## Népesség
A település népességének változása:
| Lakosok száma | 270  | 340  | 399  | 677  | 743  | 769  | 728  | 713  | 724  | 731  |
|               | 1968 | 1982 | 1990 | 2006 | 2013 | 2015 | 2017 | 2019 | 2020 | 2022 |